# Suzanne Desan
Suzanne M. Desan (nacida en 1957) es una historiadora estadounidense. Es profesora de Historia de la cátedra Vilas-Shinner en la Universidad de Wisconsin-Madison, y autora y editora de varios libros sobre la historia de Francia .

## Primeros años
Suzanne Desan se graduó de la Universidad de Princeton . Obtuvo un doctorado de la Universidad de California en Berkeley . Su hermana es Christine Desan, profesora de Derecho Leo Gottieb, en la Escuela de Derecho de la Universidad de Harvard.

## Carrera
Desan imparte clases de Historia Vilas-Shinner en la Universidad de Wisconsin-Madison. Es autora de dos libros y editora de otros dos libros sobre historia de Francia, principalmente sobre el rol de las mujeres durante la Revolución Francesa.
En 1992, obtuvo el Premio Herbert Baxter Adams, por parte de la Asociación Americana de Historia, y en 1998, obtuvo la Beca Guggenheim.

## Obras
- Reclaiming the Sacred: Lay Religion and Popular Politics in Revolutionary France (Recuperar lo sagrado: Religión laica y políticas populares en la Revolución Francesa), Ithaca, Nueva York: Cornell University Press, 1990.
- The Family on Trail in Revolutionary France (La familia bajo juicio en la Revolución Francesa). Oakland: University of California Press, 2004.
- Family, Gender, and Law in Early Modern France (Familia, género y derecho en los primeros años de la Francia Moderna), editado por Suzanne Dusan y Jeffrey W. Merrick. University Park: Pennsylvania State University Press, 2009.
- The French Revolution in Global Perspective (La Revolución Francesa en perspectiva global), editado por Suzanne Desan, Lynn Hunt y William Max Nelson. Ithaca, Nueva York: Cornell University Press, 2013.